# Ivan Grigoriev Markov
Pour les articles homonymes, voir Ivan Markov.
Ivan Grigoriev Markov (en russe Иван Григорьев Марков) est un maître iconographe de Vologda en Russie, né en 1677 (mentionné en 1744), fils de Grigori Avtonomo (né en 1660). 

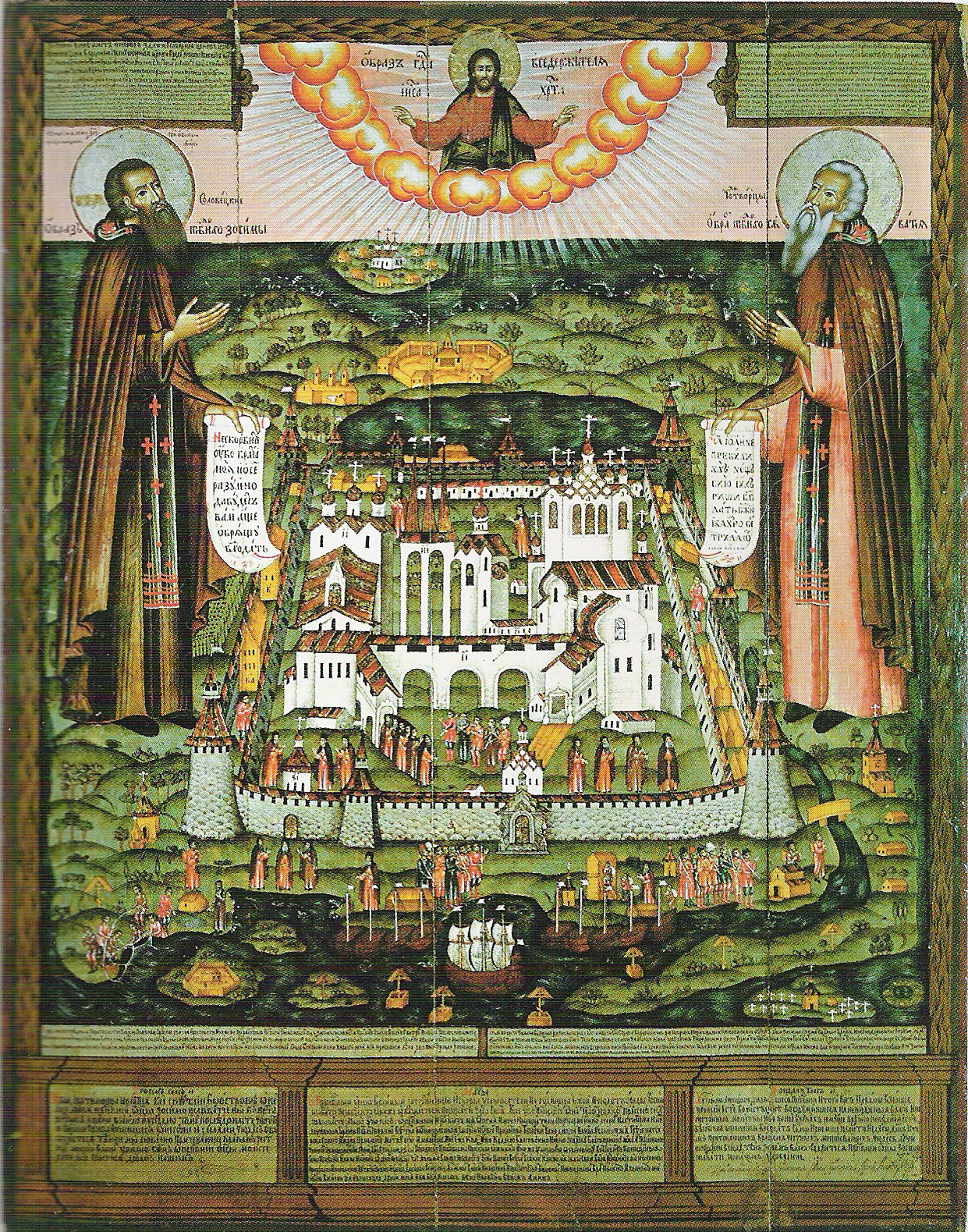
Saints Sozime et Savata de Solovietski. Réalisée par Ivan Grigoriev Markov, 1709, musée de Vologda.

## Biographie
Ivan Grigoriev Markov réalise des icônes pour les églises de Vologda. Parmi celles-ci une Crucifixion à l'église Saints-Constantin-et-Hélène, et aussi Les Saints Sozime et Savata du monastère de Solovetski qui étaient à l'origine dans l'église Saints-Constantin-et-Hélène (Vologda). 